# Isabel Pradas
Isabel Pradas Tabernero (Alcalá de Henares, España; 20 de julio de 1919 - Madrid,  España; 26 de febrero de 2012) fue una primera actriz española de cine, radio y teatro, que hizo parte de su carrera en Argentina.

## Carrera
Pradas fue una actriz de carácter española, incursionó extensamente en teatro desde los años ’40. En cine se destacó notablemente por componer mujeres distraídas con especial gracia, durante la época dorada cinematográfica argentina, junto con figuras de la talla de Narciso Ibáñez Menta, María Duval, Miguel Faust Rocha, Alberto Bello, Juan Carlos Thorry, Lolita Torres, Héctor Calcaño, Elina Colomer, Alberto Berco, Homero Cárpena,  Santiago Gómez Cou, Antonio Gonzalo Paz, entre muchos otros.
En 1971 filmó en México el filme  La novicia rebelde.
En teatro integró la Compañía de la primera actriz española Lola Membrives, junto con el primer actor Tomás Blanco y las actrices Paquita Más, Amelia Altabás, Teresa Pradas, Herminia Sams y  Carmen Campoy. Con ella estrena en 1951 la obra Mater Imperatrix escrita por Jacinto Benavente, con María Antonia Tejedor, Paquita Más, Germinia Samsó, Ricardo Canales, Pedro Hurtado, Fernando Altabás y Lorenzo Mendoza. También integró la "Compañía Argentina de Comedias" encabezada por Alberto Closas, Malisa Zini y Héctor Méndez, con quienes estrena Mi familia es muy decente, en el Teatro Smart.
Fue una gran amiga por 50 años de la primera actriz Margarita Xirgu, con quien llegó a ser la madrina de su hija, compañera de amistad y trabajo. Pradas integró la compañía de Xirgu junto con su hermana Teresa Pradas, Matilde Vilariña  y el actor Carlos Vázquez. Isabel estuvo un largo tiempo exiliada de su país como consecuencia de la guerra civil.

### Filmografía
- 1945: Besos perdidos
- 1945: La amada inmóvil
- 1951: Concierto de bastón
- 1951: Cartas de amor
- 1951: La comedia inmortal
- 1951: La calle junto a la luna
- 1955: En carne viva
- 1955: Un novio para Laura
- 1971: La novicia rebelde[5]

### Radio
En 1944 trabajó en radio con Margarita Xirgu, y junto a Alberto Closas, Aída Luz y Enrique Diosdado.

### Televisión
Integró el elenco de los programa Ciclo de teatro de Federico García Lorca y  Noche de recuerdo y alabanza de Federico García Lorca, ambas en 1955, donde emitían diariamente varias obras teatrales escritas por el popular autor.

### Teatro
- La casa de Bernarda Alba (1939)
- El malentendido (1938)
- El adefesio (1944)
- La dama del alba (1949), con Margarita Xirgu, Violeta Antier y Celia Gámez.[7]
- Mater Imperatrix (1951).
- Mi familia es muy decente (1952), con Alberto Closas y Malisa Zini. Estrenado en el Teatro Smart.
- La zapatera prodigiosa (1955)
- Doña Rosita, la soltera o el lenguaje de las flores (1955)
- A ojos cerrados, con Compañía de M. Xirgu.
- Celos, estrenada en el Teatro Los Caobos.
- Bodas de sangre
- Yerma
- El amor de Barba Azul (1954), con Alberto Closas, Malisa Zini y Héctor Méndez.
- Corona de amor y muerte (1955)
- Doña Inés de Portugal (1955), con Elina Colomer.
- La corbata (1963), de Alfonso Paso, junto a Antonio Garisa, Olga Peiró, Pedro Hurtado, Antonio Fernández, Marisol Ayuso, Lolita Tejela, José Albert y Charito Ripoll.[8]
- El concierto de San Ovidio (1969), con Asunción Sánchez, Julio Nuñez, Marisa Paredes, José Codoñes y Estanis González.[8]
- La llegada de los dioses (1971), con Ángel Terrón, Lola Lemos y Laly Romay.[8]
- Guárdame el secreto, Lucas (1973), con la Compañía de Paco Martínez, junto a Pedro Hurtado y Paquita Ferrándiz.
- Te casas a los sesenta... ¿y qué? (1973), obra de Dionisio Ramos.